# エリザベット・バダンテール
エリザベット・バダンテール、またはエリザベート・バダンテール（Élisabeth Badinter、1944年3月5日 - ）は、フランスの哲学者、歴史学者、作家、フェミニストである。夫はロベール・バダンテール。

## 来歴・人物
1944年3月5日、オー＝ド＝セーヌ県ブローニュ＝ビヤンクール生まれ。とりわけ、「いわゆる「母性愛」は本能などではなく、母親と子どもの日常的なふれあいの中で育まれる愛情である。それを「本能」とするのは、父権社会のイデオロギーであり、近代が作り出した幻想である」とした『母性という神話』は女性学において先駆的な役割を果たした。
彼女は、移民女性の権利に特に重点を置いて、フェミニズムと社会における女性の立ち位置に疑問を投げかける哲学的および社会学的考察で最もよく知られている。

## 政治・思想的立場
「BOOK」データベース（紀伊國屋書店）によると、「フランスのジェンダースタディーズの最高権威」されているが、フランスの多様なフェミニズムにおけるバダンテールの相対的な位置づけを検証する必要があり、かつ、ジェンダー研究は彼女の幅広い研究の一部にすぎない（日本では彼女のジェンダー研究のみが取り上げられ、多くの歴史書を著しているにもかかわらず、ほとんど邦訳されていない）。むしろ、フランスにおけるジェンダー研究はエレーヌ・シクスーを中心として創設されたパリ第8大学の「女性学・ジェンダー研究センター」、パリ第7大学やリヨン第2大学のジェンダー研究者らが主導的な役割を担っている。
『母性という神話』では女が持つとされる母性本能という概念を批判し、母性愛は個々の女性が子どもと関わりつづけるうちに生じうるもの、後から足されるものとする。女性に対する暴力は断固として糾弾せねばならないとしつつ、女性というジェンダーを「犠牲者化」するきらいのあるラディカル・フェミニズムを批判し、とくにアンドレア・ドウォーキンとキャサリン・マッキノンに対しては、「極端すぎて女性を笑いものにする」と強く反対している。
フランスの男女同数制（パリテ：クォータ制参照）に関してバダンテールは、「性差はたしかに存在するが、それがもとで役割や役職が決まるわけではない」とし、シルヴィアンヌ・アガサンスキーやアントワネット・フークらを批判する。男女同数制を支持する思想は男女をその性差の違いによって異なる役割への割り当てを正当化する、言い換えれば男女に関するステレオタイプへの退行をもたらす。
バダンテールとアガサンスキーらの違いは、シモーヌ・ド・ボーヴォワールに対して、全面的にではなくとも、肯定的に評価するか否定的に評価するかにも現れている。バダンテールは前者である。シルヴィアーヌ・アガサンスキーによれば、ボーヴォワールに見られる「普遍主義は性的差異を否定し、主体の性的中立性という口実のもとに男性モデルの特権化を隠蔽する」。バダンテールはアガサンスキーたちによるこの類いの主張に言及し、ボーヴォワールによる女性の生物的側面の相対化が避妊や中絶の権利の実現に貢献したことは否めないと反論する。また、『第二の性』が女性性を捉えていないのは事実であるとバダンテールは認めるが、いかに女性の性質を再定義するか、ジェンダーの牢獄を再現することなく性の二元性をどう主張すればいいのか、こうした理論上の問題が後回しにされたままの現状を批判している。
バダンテールと英米のフェミニストの根本的な違いは、普遍主義 / ライシテ（政教分離）に基づくフランス社会と共同体主義 / 文化多元主義に基づく英米社会の違いに負うところが大きい。フランスの「パリテ賛成派フェミニストたちも、おおむねリベラル・フェミニズムの延長線上に自らの立場を置いていた」。この点で、共同体主義に基づく「イスラム左派」と呼ばれるフェミニズム活動家ロカヤ・ディアロやウーリア・ブテルジャとはほぼ対極にある。バダンテールは特にライシテについて徹底した姿勢を貫いており、「ライシテなくしてフェミニズムは存在しない」、「個人の自由、女性の自由という問題は、ライックな国家の絶対的中立性との関連において論じられなければならない」と主張する。フランスでは1905年に制定されたライシテ法に基づいて2004年に公立学校における「これみよがし」な宗教的標章等の着用を禁止する法律が制定され、ニカブやブルカについても「尊厳及び男女平等を侵害する過激な宗教実践はフランス共和国の価値に反する」として2010年に公共の場におけるこれらの着用を禁止する法案が可決されたが、バダンテールはこうした社会問題についても、たとえば、イスラム教徒女性向けのコレクションを発表したH&M、ドルチェ&ガッバーナなどのブランドのボイコットを呼びかけるなど、その都度、明確な立場を表明している。同様に、英米から抗議が殺到したフランスのブルキニ騒動についても、「女性が何を着るのか、決める権利は誰にもない」と主張するロンドン市長サディク・カーンとは逆に、バダンテールは、（一部の地方自治体によるブルキニ禁止はフランスにおける一連のテロ事件の直後のことであったことは別としても）イスラム原理主義者らの女性に対する「絶対的無関心」と「（男女を）分けようという意思」のあらわれである以上、ブルキニを着用するということはこれに従うことであり、「女性に対して公共の場で好きな服装をする権利を与えた1905年のライシテ法に違反する」と主張している。この点では最近、自著『Laïcité, point !』を発表したマルレーヌ・シアパ男女平等担当副大臣も同様であり、とかく英米に偏りがちなジェンダー研究をフランスという歴史・文化・政治・社会的背景において検討する際に見落としてはならないのがこうしたライシテ、普遍主義の視点である。
こうした彼女の姿勢についてイスラモフォビアだと非難する声も上がっているが、バダンテールは、「イスラモフォビアだと非難するのは、逆にイスラモフォビアだと非難されることを極度に恐れているからである。イスラム左派（のフェミニスト）は（相手にイスラモフォビアの烙印を押すことで）イスラム過激派に武器を提供しているのだ」と指摘している。
2013年に、彼女は未成年者の割礼を身体的完全性を損なわせる行為と見做した欧州評議会決議に反対するCRIF請願書に署名した。

## 栄誉
- 芸術文化勲章コマンドゥール（2010年）[21]
- モナコ文化功労勲章（フランス語版）コマンドゥール（2011年）[22]

夫ロベールと同様に、レジオン・ドヌール勲章および国家功労勲章は受章を拒否した。

## 著書
邦訳
- L' Amour en plus, 1980
  - 『プラス・ラブ ― 母性本能という神話の終焉』鈴木晶訳、サンリオ、1981年
  - 『母性という神話』鈴木晶訳、筑摩書房（筑摩叢書351）1991年
  - 『母性という神話』鈴木晶訳、筑摩書房（ちくま学芸文庫）1998年

- Emilie, Emilie, 1983
  - 『ふたりのエミリー ― 十八世紀における女性の野心』中島ひかる・武田満里子訳、筑摩書房、1987年

- L'un est l'autre, 1986
  - 『男は女、女は男』上村くにこ・饗庭千代子訳、筑摩書房、1992年

- XY, de l'identite masculine, 1992
  - 『XY ― 男とは何か』上村くにこ・饗庭千代子訳、筑摩書房、1997年

- Fausse route : Réflexions sur 30 années de féminisme, 2003
  - 『迷走フェミニズム ― これでいいのか女と男』夏目幸子訳、新曜社、2006年

- 「シモーヌ・ド・ボーヴォワールあるいは自由への道」砂庭真澄訳、『ジェンダー研究』第14号、2011年
- Le conflit, la femme et la mère, 2010
  - 『母性のゆくえ ― 「よき母」はどう語られるか』松永りえ訳、春秋社、2011年

未訳の著書
- Les Goncourt : « Romanciers et historiens des femmes », « La Femme au xviie siècle d'Edmond et Jules de Goncourt » の序文, 1981
- Les Remontrances de Malesherbes (1771-1775), 1985
- Cahiers Suzanne Lilar, Paris, Gallimard, 1986 (ISBN 2-07-070632-X), p. 15-26
- Condorcet. Un intellectuel en politique, 1988 (ロベール・バダンテールとの共著)
- Correspondance inédite de Condorcet et Madame Suard (1771-1791), 1988
- Les Passions intellectuelles, tome 1 : Désirs de gloire (1735-1751), 1999
- Les Passions intellectuelles, tome 2 : L'exigence de dignité (1751-1762), 2002
- Simone de Beauvoir, Marguerite Yourcenar, Nathalie Sarraute, 2002. Conférence d'Élisabeth Badinter, Jacques Lassalle et Lucette Finas,(ISBN 2-7177-2220-3)
- Madame du Châtelet, Madame d'Épinay ou l'Ambition féminine au xviiie siècle, 2006 (ISBN 2082105636)
- Les Passions intellectuelles, tome 3 : Volonté de pouvoir (1762-1778), 2007, prix Eugène-Colas 2008
- Je meurs d'amour pour toi, Isabelle de Bourbon-Parme, lettres à l'archiduchesse Marie-Christine, 2008
- Le Pouvoir au féminin, Marie-Thérèse d'Autriche 1717-1780 - L'impératrice-reine, 2016
- Les Passions intellectuelles (1735-1778), Robert Laffont, 2018

序文
- Madame d'Épinay, Histoire de Madame de Montbrillant ou les Contreconfessions, 1989
- Thomas, Diderot, Madame d'Épinay : Qu'est-ce qu'une femme ?, 1989
- Condorcet, Prudhomme, Guyomar : Paroles d'hommes (1790-1793), 1989
- Pierre-Antoine Donnet , Tibet mort ou vif, 1990
- Madame du Châtelet, Discours sur le bonheur, 1997